# Теміржольський сільський округ
Теміржо́льський сільський округ (каз. Теміржол ауылдық округі, рос. Темиржольский сельский округ) — адміністративна одиниця у складі Жамбильського району Алматинської області Казахстану. Адміністративний центр та єдиний населений пункт — станційне селище Казибек-бека.
Населення — 5100 осіб (2021; 4722 у 2009, 4960 у 1999, 4083 у 1989).
Станом на 1989 рік існувала Желєзнодорожна сільська рада (селище Узунагач) колишнього Куртинського району.